# Миглена Ангелова
Миглена Ангелова е българска журналистка и телевизионна водеща.

## Биография
Миглена Ангелова е родена на 20 май 1965 година в град Русе, Народна република България. Средното си образование завършва в Съветския съюз, след което завършва руска филология във Великотърновския университет „Св. св. Кирил и Методий“ и журналистика и масова комуникация в Софийския университет „Св. Климент Охридски“.
Води предаването „Искрено и лично“, което започва да се излъчва всеки делничен ден в bTV (2000 – 2008), Нова телевизия (2008 – 2013), а от септември 2013 – в програмната схема на TV7.
През 2016 година взима участие в риалити предаването Vip Brother, като на 11 ноември е избрана за победителка.